# Big beat
El Big beat, en el mundo de la música electrónica, es un género autónomo basado en una técnica de creación musical derivada del Breakbeat que se compone, en esencia, de una secuencia de breaks o "roturas" de una base rítmica formada por golpes de batería, en forma de compás cuaternario con subdivisión binaria: 4/4, que termina con un big beat o "gran golpe" de batería final, mucho más contundente que el resto de la secuencia, sobre la que se añaden otros sonidos o ritmos característicos de la escena cultural en la que se geste la obra musical.
Comenzó denominándose de distintas formas: brit-hop, amylhouse o chemical beats. El Big beat ha representado un nuevo paso en la conexión de la música de baile y el rock. Los británicos Tom Rowlands y Ed Simons, integrantes del dúo The Chemical Brothers, también conocidos en un principio como "The Dust Brothers", con su artillería de breakbeats furibundos fueron pioneros de un género que contó con muchos otros defensores, tales como The Crystal Method, The Prodigy y Fatboy Slim.
«Big beat» es un término acuñado a mediados de los años 90 por la prensa de música británica como un modo de describir el trabajo del dúo de Mánchester y fue definido por el trabajo de Fatboy Slim y The Prodigy. 
Se trata de un estilo ecléctico en el que convergen distintas tendencias musicales como son: rock, funk, house, punk, breakbeats comprimidos en ritmos moderados —por lo general entre 110 a 136 BPM—, líneas de sintetizador ácidas y bucles de jazz.
Suele estar acompañado de un intenso estilo punk, con distorsionadas líneas de bajo y estructuras convencionales de canciones pop y sonido techno. El Big Beat posee también una fuerte influencia psicodélica derivada de los Beatles, de Led Zeppelin y del movimiento musical del acid house.

## Algunos artistas productores de Big beat
- AlgoRythmiK
- Bentley Rhythm Ace
- Boom Boom Satellites
- Beat Cairo
- Hardknox
- The Chemical Brothers
- The Crystal Method
- Death in Vegas
- David Holmes
- Paul Oakenfold
- Fatboy Slim
- Hexstatic
- Junkie XL
- Lionrock
- Meat Beat Manifesto
- Modestep
- Monkey Mafia
- Mr. Oizo
- Freddy Fresh
- Reaktor 51
- Overseer
- Phantogram
- The Prodigy
- Propellerheads
- Punkadelik
- Freestylers
- Apollo 440
- Lo Fidelity Allstars
- The Avalanches
- Groove Armada
- Basement Jaxx
- Eleno
- Leftfield
- Orbital (banda)
- Lunatic Calm
- Fluke
- RhythmGhost

- Datos: Q858579